# Yūya Oikawa

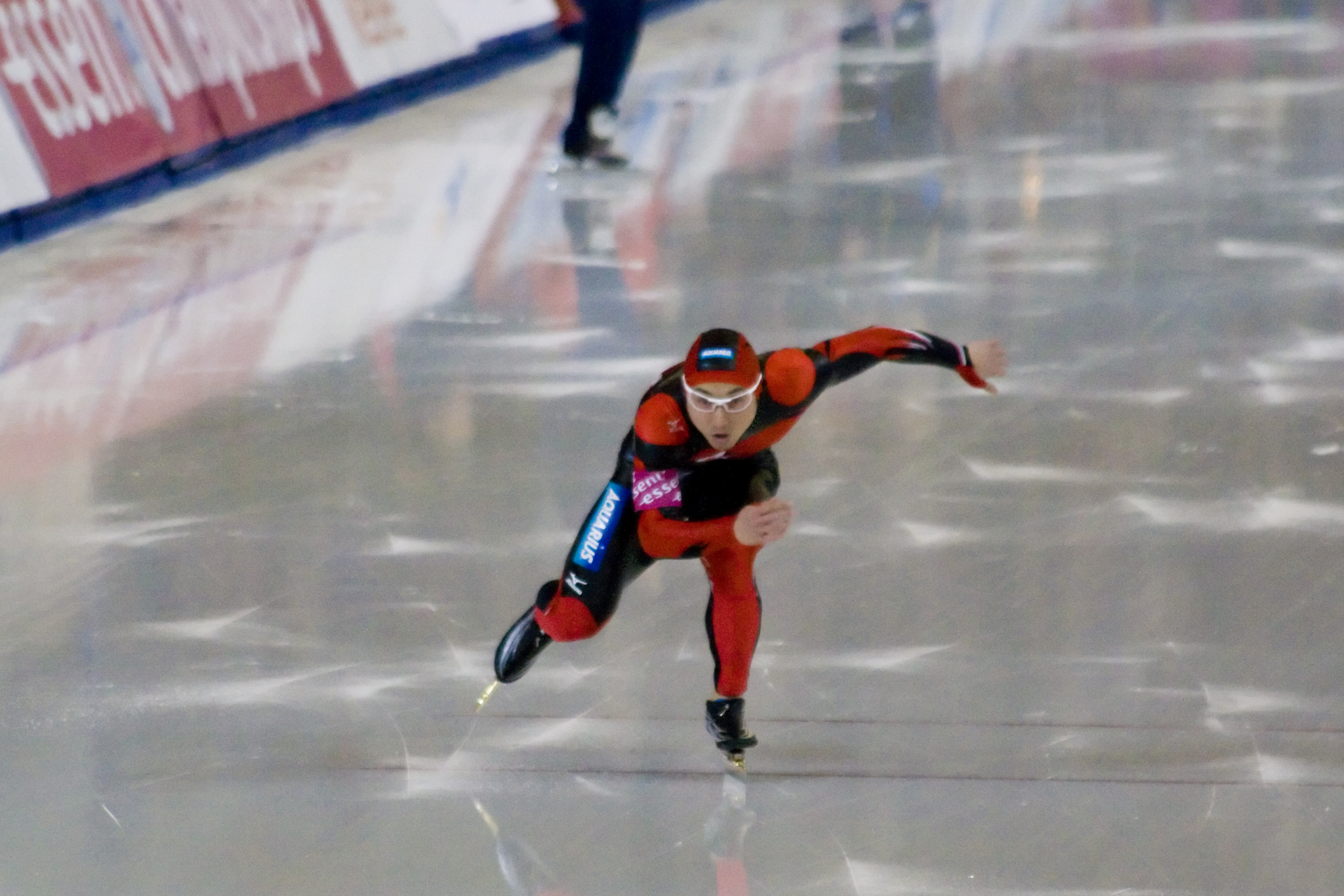
Yūya Oikawa 2009

Yūya Oikawa (jap. 及川 佑, Oikawa Yūya; * 16. Januar 1981 in Ikeda, Unterpräfektur Tokachi, Hokkaidō) ist ein japanischer Eisschnellläufer. Er ist auf die Sprintstrecken spezialisiert.
2004 wurde Yūya Oikawa über 500 Meter Asienmeister. Im folgenden Jahr erreichte er über dieselbe Strecke bei den Olympischen Spielen in Turin den vierten Rang. 2005 und 2006 wurde er japanischer Vizemeister, wiederum über die 500 Meter. Oikawa gewann zwei Weltcups über 100 Meter und gewann 2005/06 über diese Strecke den Gesamtweltcup.